# 5 lire
La moneta italiana da 5 lire è apparsa per la prima volta come moneta del Regno nel 1807: era d'argento al titolo di 900/1000, aveva un diametro di 37 mm e pesava 25 grammi.
Soppressa in gran parte d'Italia durante la Restaurazione, fu reintrodotta a livello generale nel 1861 con l'unificazione monetaria del paese. Dopo la prima guerra mondiale, conflitto che ricreò dopo più di cent'anni il fenomeno dell'inflazione, la moneta da 5 lire viene coniata in argento 835/1000 dal 1926 al 1941 con un diametro di 23 mm ed un peso di 5 grammi. Dopo la seconda guerra mondiale, che svilì definitivamente il valore della moneta, e la caduta della monarchia, sono state coniate monete da 5 lire in italma (lega di alluminio e magnesio) da 26,7 mm e 2,5 grammi e poi, dal 1951, da 20,2 mm e 1 grammo.

## Regno d'Italia

### Napoleone I
La prima moneta da 5 lire fu coniata da Napoleone due anni dopo la sua incoronazione a re d'Italia. Era equivalente al pezzo da 5 franchi circolante nell'Impero, e fu coniata ufficialmente fino al 1814, anche se repliche di quest'ultimo millesimo furono poi prodotte dagli austriaci fino al 1819, a causa degli eccessivi costi che avrebbe comportato l'immediato ritorno alla monetazione asburgica. Centri di produzione furono le zecche di Milano, Venezia e Bologna.
Il titolo è di argento 900/1000, il diametro è di 37 mm, il peso è di 25 g ed il contorno è contraddistinto dal motto DIO PROTEGGE L'ITALIA.

### Vittorio Emanuele II
Esistono diverse monete coniate a nome di Vittorio Emanuele II con il valore di 5 lire coniate in oro e argento 900/1000:

#### Stemma d'oro (1863-1865) (Au)
diritto: la testa nuda del re volto a sinistra, intorno VITTORIO EMANUELE II. Sotto il collo il nome dell'incisore FERRARIS.
rovescio: stemma di Savoia coronato e fregiato del Collare dell'Annunziata, il tutto entro due rami d'alloro; attorno REGNO D'ITALIA e nel basso il valore tra il segno della zecca ed il monogramma della Banca Nazionale. Queste monete furono coniate a Torino dal 1863 al 1865.
Il titolo è di oro 900/1000, il diametro è di 17 mm, il peso è di 1,61 g ed il contorno è rigato.

#### Firenze (1861) (Ag)
diritto: la testa nuda del re volto a destra, intorno VITTORIO EMANUELE II.RE D'ITALIA. Sotto il collo il nome dell'incisore L.GORI F. e nel basso, un monte con sei cime.
rovescio: stemma di Savoia coronato e fregiato del Collare dell'Annunziata, il tutto entro due rami d'alloro; attorno, in alto, CINQUE LIRE ITALIANE e nel basso fascio orizzontalmente tra FIRENZE e MARZO 1861. Il suddetto scudo venne coniato a Firenze a ricordo della proclamazione del Regno d'Italia. Queste monete furono coniate a Firenze nel 1861.
Il titolo è di argento 900/1000, il diametro è di 37 mm, il peso è di 25 g ed il contorno è contraddistinto da tre FERT in incuso tra nodi e rosette.

#### Stemma (1861 - 1878) (Ag)
diritto: la testa nuda del re volto a destra, intorno VITTORIO EMANUELE II. Sotto il collo il nome dell'incisore FERRARIS.
rovescio: stemma di Savoia coronato e fregiato del Collare dell'Annunziata, il tutto entro due rami d'alloro; attorno REGNO D'ITALIA e nel basso il valore tra il segno della zecca ed il monogramma della Banca d'Italia.
Il titolo è di argento 900/1000, il diametro è di 37 mm, il peso è di 25 g ed il contorno è contraddistinto da tre FERT in incuso tra nodi e rosette.

### Umberto I
Esistono diverse monete coniate a nome di Umberto I con il valore di 5 lire:

#### Testa piccola (1878) (Ag)
diritto: la testa nuda del re volto a destra, intorno UMBERTO I RE D'ITALIA. Sotto il collo il nome dell'incisore SPERANZA.
rovescio: stemma di Savoia coronato e fregiato del Collare dell'Annunziata, il tutto entro due rami d'alloro; in alto la stella d'Italia e nel basso, a destra, il segno di zecca. Queste monete furono coniate a Roma nel 1878. Tali monete sono definite testa piccola in quanto la testa del re non tocca il bordo superiore del contorno della moneta.
Il titolo è di argento 900/1000, il diametro è di 37 mm, il peso è di 25 g ed il contorno è contraddistinto da tre FERT in incuso tra nodi e rosette.

#### Testa piccola (1879) (Ag)
diritto: la testa nuda del re volto a destra, intorno UMBERTO I RE D'ITALIA. Sotto il collo il nome dell'incisore SPERANZA.
rovescio: stemma di Savoia coronato e fregiato del Collare dell'Annunziata, il tutto entro due rami d'alloro; in alto la stella d'Italia e nel basso, a destra, il segno di zecca. Queste monete furono coniate a Roma nel 1879. Tali monete sono definite "testa grande" in quanto la testa del re arriva quasi a toccare il bordo superiore del contorno della moneta.
Il titolo è di argento 900/1000, il diametro è di 37 mm, il peso è di 25 g ed il contorno è contraddistinto da tre FERT in incuso tra nodi e rosette.

### Vittorio Emanuele III
Esistono diverse monete coniate a nome di Vittorio Emanuele III con il valore di 5 lire:

#### Aquila sabauda (1901)
diritto: la testa nuda del re volto a destra, intorno VITTORIO EMANUELE III. Sotto il collo il nome dell'incisore SPERANZA.
rovescio: Aquila araldica spiegata e coronata, con lo scudo sabaudo nel petto; in alto, fra due nodi, la leggenda REGNO D'ITALIA e nel basso il segno di zecca con il valore a sinistra e la data a destra. Queste monete furono coniate a Roma nel 1901. Tali monete vennero coniate in quantità di soli 114 esemplari che vengono oggi considerati delle prove in quanto non ne venne mai autorizzata la circolazione.
Il titolo è di argento 900/1000, il diametro è di 37 mm, il peso è di 25 g ed il contorno è contraddistinto da tre FERT in incuso tra nodi e rosette.

#### Cinquantenario (1911)
diritto: la testa nuda del re volto a sinistra, intorno VITTORIO EMANUELE III RE D'ITALIA. Sotto il collo il nome dell'autore, «D. TRENTACOSTE» e dell'incisore «L. GIORGI INC.».
rovescio: Figure rappresentanti l'Italia e Roma con nello sfondo una nave da guerra, la cui prora è ornata di festonie dello scudo sabaudo; a sinistra si trova un aratro infiorato con al disopra le date 1861-1911 e, alla destra, il valore con sotto il segno di zecca. Queste monete furono coniate a Roma nel 1911 per celebrare il cinquantenario dell'Unità d'Italia.
Il titolo è di argento 900/1000, il diametro è di 37 mm, il peso è di 25 g ed il contorno è contraddistinto da tre FERT in incuso tra nodi e rosette.

#### Quadriga briosa (1914)
diritto: semibusto in uniforme e la testa nuda del re volto a destra, intorno VITTORIO EMANUELE III RE D'ITALIA. Sotto il busto il nome dell'incisore D. CALANDRA..
rovescio: L'Italia stante su quadriga a sinistra, con lo scudo nella mano sinistra e un ramo d'ulivo nella destra; la quadriga è ornata con fiori e FERT. Sotto le zampe dei cavalli, la data e sulla linea dell'esergo D.CALANDRA e MOTTI INC.; nell'esergo il valore e due nodi tra il segno di zecca e la stella d'Italia. Queste monete furono coniate a Roma nel 1914 sebbene alcune prove molto rare vennero coniate nel 1913. Questa moneta è considerata la più bella della monetazione italiana.
Il titolo è di argento 900/1000, il diametro è di 37 mm, il peso è di 25 g ed il contorno è contraddistinto da tre FERT in incuso tra nodi e stellette.

#### Aquilotto (1926–1930)
Fu la prima moneta ad essere coniata nel nuovo peso eroso dall'inflazione bellica, dopo che le precedenti monete erano state tesaurizzate.
diritto: la testa nuda del re volto a sinistra, intorno «VITTORIO·EMANUELE·III·RE·D'ITALIA·». Nel basso i nomi dell'autore «G. ROMAGNOLI» e dell'incisore «A. MOTTI INC.».
rovescio: Aquila spiegata di prospetto, su fascio messo orizzontalmente; alla sinistra, in due righe, segno di zecca e data; nell'esergo il valore. Queste monete furono coniate a Roma dal 1926 al 1930 con successive coniazioni per i collezionisti dal 1931 al 1935.
Il titolo è di argento 835/1000, il diametro è di 23 mm, il peso è di 5 g ed il contorno è contraddistinto da tre FERT in incuso tra nodi e rosette.

#### Fecondità (1936 – 1937)
diritto: la testa nuda del re volto a sinistra, intorno «VITT·EM·III·RE·E·IMP·».
rovescio: La Fecondità con bambini, seduta tra stemma sabaudo coronato e data e fascio littorio con era fascista; attorno: ITALIA e, nell'esergo, il valore tra segno di zecca e nome dell'autore «G. ROMAGNOLI». Queste monete furono coniate a Roma dal 1936 al 1937 con successive coniazioni per i collezionisti dal 1938 al 1941. Queste monete vennero coniate per la celebrazione dell'Impero.
Il titolo è di argento 835/1000, il diametro è di 23 mm, il peso è di 5 g ed il contorno è contraddistinto da tre FERT in incuso tra nodi e stellette.

## Repubblica Italiana

### Uva
Con il decreto C.P.S. n.298 del 6 settembre 1946, fu autorizzata l'emissione delle monete da 1, 2, 5 e 10 lire. Le monete di questa serie furono coniate in italma, una lega a base alluminio.
Il decreto, nella descrizione, indicava il millesimo 1946 e di conseguenza furono emessi nuovi decreti per ogni coniazione successiva.
Il diametro della moneta è di 26,7 mm e il peso di 2,5 grammi.

Questa tipologia di monete fu coniata fino al 1950.

### Delfino - timone
Nel 1951 fu emessa una moneta da 5 lire con al dritto un timone ed al rovescio un delfino con l'indicazione del valore. Pesava 1 g e il diametro era di 20,2 mm, metallo Italma.

Fu coniata fino all'avvento dell'euro nel 2001, con una pausa tra il 1957 e il 1965 e quelle del 1999, 2000 e 2001 coniate solo per collezionisti.
Esiste una variante Delfino - timone del 1955 certificata dal celebre numismatico Tevere Emilio in data 18 giugno 2010 in cui la firma risulta staccata dal bordo, ad oggi è accertata l'esistenza di un solo esemplare.